# Ardisia rubroglandulosa
Ardisia rubroglandulosa är en viveväxtart som beskrevs av Fletcher. Ardisia rubroglandulosa ingår i släktet Ardisia och familjen viveväxter. Inga underarter finns listade i Catalogue of Life.